# كاظم الداغستاني
كاظم نجيب الداغستاني هو أديب وباحث سوري، ولد في دمشق عام 1898م لأب من أصل داغستاني وأم سورية وتوفي في عام 1985م، تعلم الابتدائية والإعدادية في الكلية الشرقية بزحلة في البقاع، ثم عاد مع أسرته إلى دمشق ليلتحق بالمدرسة السلطانية مكتب عنبر بدمشق، وبعد حصوله على الثانوية العامة بتفوق التحق بمدرسة تعناعيل للإرشاد الزراعي في البقاع بلبنان وقام بمشروعات زراعية تكبد بها خسارة، لم يرق له هذا التخصص، وكان بعيداً عن ميوله الأدبية واهتماماته الفلسفية الذوقية، مما دفعه إلى الانتساب لمعهد الحقوق بدمشق ونال إجازة عامة من المعهد، عام 1924م. وسافر إلى باريس وحصل على الليسانس وحصل على شهادة الدكتوراه في العلوم الاجتماعية عام 1932م بمرتبة الشرف الأولى وكان عنوان أطروحته التي كتبها باللغة الفرنسية العائلة المسلمة المعاصرة في سورية، عمل أول مرة ككاتب ثم نقل منشئاً إلى ديوان مجلس الوزراء في أول حكومة عربية عام 1920م وبعد رجوعه من باريس عمل كقائم مقام في معرة النعمان، فأدخل لها الكهرباء، وجدد ضريح الشاعر أبي العلاء المعري، ثم نقل مديراً لمكتب رئيس مجلس الوزراء، ومن ثم مدير لغرفة رئاسة الجمهورية ومن بعد ذلك أصبح محافظ بالوكالة في حوران في عام 1942م، وعاد إلى دمشق ليعمل كمفتش إداري في وزارة الداخلية، وعهد إليه بمديرية الدفاع السلبي بالإضافة إلى وظيفته. ولما تقاعد اشتغل في المحاماة في عام 1952م مدة عشر سنوات، وأصدرة مجلة الثقافة بالاشتراك مع خليل مردم وكامل عياد و جميل صليبا صدر عددها الأول في نيسان عام 1933م واستمرت لعشرة أعداد، ثم أصدر مجلة الحديث بحلب.

## أعماله
- عاشها كلها كتابه الأول، صدر عن دار الأندلس في بيروت عام 1969م، وثق فيه محطات مهمة من سيرته الذاتية وذكرياته القديمة.[1]
- حكاية البيت الشامي الكبير صدر بدمشق عام 1972م وهو يروي حياة أسرة دمشقية ثرية في زمن العثمانيين.[1]
- العائلة المسلمة المعاصرة في سورية اطروحته في الدكتوراه وأعدها بعض الباحثين من أفضل 50 كتاب منشور في ذلك القرن.[2]